# Hoatzin (soort)
De hoatzin (Opisthocomus hoazin) of, in Suriname, stinkvogel of Canjefazant, is een vogel die de enige soort is uit de familie Opisthocomidae, voorheen een van de families van de orde koekoeksvogels. Vroeger werd hij tot de hoendervogels gerekend, en nu vaak tot een aparte orde, Opisthocomiformes. De precieze verwantschap is zeer omstreden.

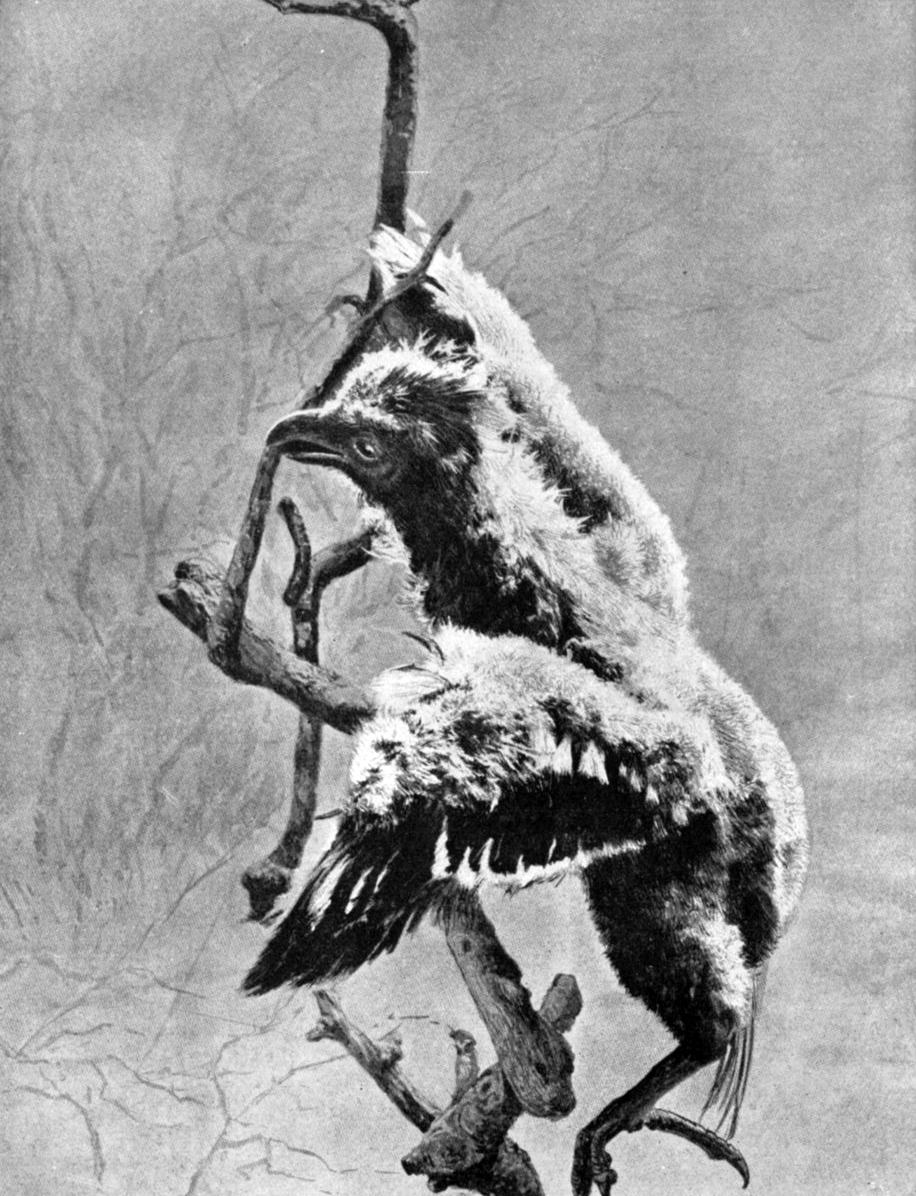
Jong met klauwen aan zijn vleugels
(1922)

## Kenmerken
Hij is bruin/zwart van kleur en lijkt wat op een hokko. De jonge vogels hebben klauwtjes aan hun vleugels, waarmee ze beter in bomen kunnen klimmen. De klauwen duiden echter niet op een nauwe verwantschap met Archaeopteryx of andere oude vormen met klauwen: ze zijn een terugkeer naar de oude toestand. De hoatzin is hiermee een voorbeeld van een diersoort die de wet van Dollo ontkracht.

## Leefwijze
In de vroege ochtend of tijdens de avondschemering zoekt de hoatzin naar eten tussen de bomen die dicht bij het water staan. Deze vogel hoeft nauwelijks te drinken omdat zeventig procent van zijn plantaardig voedsel uit water bestaat. Hij eet het liefst enorme aronskelken of mangroven, al lust hij de bladeren van wel vijftig planten. Om zijn voedsel te verteren zit er voor zijn maag een enorme krop vol met unieke bacteriën die de plantencellen afbreken en deze via gisting omzetten in suikers voor energie. De krop heeft een dikke, gespierde wand en een hoornachtige bekleding die als een mixer bewegen om het plantaardig voedsel af te breken.

## Stinkvogel
Ze worden in Suriname stinkvogels genoemd, omdat hun vlees stinkt. Er wordt waarschijnlijk daarom niet op ze gejaagd. Ze komen langs de Corantijn voor, bijvoorbeeld bij Apoera. Ze eten graag de bladeren van de mokomoko, die ze in hun krop verteren.

## Verspreiding en leefgebied
Hij komt voor in het Amazonebekken en is vaak in bomen te vinden.

## Bedreiging
Veel van het leefgebied van de hoatzin gaat verloren als gevolg van de drooglegging van mangroven om land voor de mens vrij te maken. In sommige gebieden die geschikt zijn gemaakt voor de landbouw, heeft de vogel het niet overleefd. In Guyana kan de hoatzin zich echter handhaven. De vogel broedt niet in gevangenschap en pas zeer recent heeft een hoatzin het langer dan vijf jaar in gevangenschap uitgehouden.

## Symbool
De Hoatzin is de nationale vogel van Guyana.